# Période d'incubation
Pour les articles homonymes, voir Incubation.
On appelle période d’incubation le délai entre la contamination et l’apparition des premiers symptômes d'une maladie.

## Exemples
Du fait des variations inter-individus, les périodes d'incubations sont toujours sous la forme d'intervalles. Lorsque c'est possible, il est mieux de l'exprimer par la moyenne entre les 10e et 90e centiles, mais cette information n'est pas toujours disponible.
Dans beaucoup de cas, les périodes d'incubation sont plus longues chez l'adulte que chez l'enfant ou le nourrisson.
| Maladie                                          | Période d'incubation générale                 |
| ------------------------------------------------ | --------------------------------------------- |
| Cellulite causée par Pasteurella multocida       | entre 0 et 1 jour                             |
| Choléra                                          | entre 0 et 3 jours                            |
| Coqueluche                                       | entre 7 et 14 jours                           |
| Covid-19 (Coronavirus SARS-CoV-2)                | entre 2 et 14 jours                           |
| Dengue                                           | entre 3 et 14 jours                           |
| Ébola                                            | entre 2 et 21 jours                           |
| Fièvre pourprée des montagnes Rocheuses          | entre 2 et 14 jours                           |
| Grippe                                           | entre 1 et 3 jours                            |
| Kuru                                             | entre 10,3 et 13,2 années                     |
| Marburg                                          | entre 5 et 10 jours                           |
| Mégalérythème épidémique (« cinquième maladie ») | entre 13 et 18 jours                          |
| Mononucléose infectieuse                         | entre 28 et 42 jours                          |
| Norovirus                                        | entre 1 et 2 jours                            |
| Oreillons                                        | entre 14 et 18 jours                          |
| Polio                                            | entre 7 et 14 jours                           |
| Rhume                                            | entre 1 et 3 jours                            |
| Roséole infantile (« sixième maladie »)          | entre 5 et 15 jours                           |
| Rougeole                                         | entre 9 et 12 jours                           |
| Rubéole                                          | entre 14 et 21 jours                          |
| Scarlatine                                       | entre 1 et 4 jours                            |
| VIH                                              | entre 2 et 3 semaines à mois, voire plus long |
| SRAS                                             | entre 1 et 10 jours                           |
| Tétanos                                          | entre 7 et 21 jours                           |
| Varicelle                                        | entre 14 et 16 jours                          |
| Variole                                          | entre 7 et 17 jours                           |
| Peste bubonique                                  | entre 2 et 6 jours                            |
| Hépatite C                                       | 7 semaines                                    |
| Hépatite A                                       | 2 à 6 semaines                                |
| Hépatite B                                       | 45 à 180 jours                                |